# Anemia diversifolia
Anemia diversifolia là một loài dương xỉ trong họ Anemiaceae. Loài này được Schrad. mô tả khoa học đầu tiên năm 1824.